# 235 Carolina
Carolina (asteroide 235) é um asteroide da cintura principal com um diâmetro de 57,58 quilómetros, a 2,7103714 UA. Possui uma excentricidade de 0,0598554 e um período orbital de 1 787,92 dias (4,9 anos).
Carolina tem uma velocidade orbital média de 17,54186122 km/s e uma inclinação de 9,02719º.
Este asteroide foi descoberto em 28 de Novembro de 1883 por Johann Palisa.
Este asteroide recebeu este nome em homenagem à ilha Caroline.